# Dolmayrac (Lot-et-Garonne)
Pour les articles homonymes, voir Dolmayrac.
Dolmayrac est une commune du Sud-Ouest de la France, située dans le département de Lot-et-Garonne (région Nouvelle-Aquitaine).

## Géographie

### Localisation
Commune située dans l'aire d'attraction de Villeneuve-sur-Lot à 15 km au sud-ouest de Villeneuve-sur-Lot.

### Communes limitrophes
Les communes limitrophes sont  Allez-et-Cazeneuve, Cours, Le Temple-sur-Lot, Montpezat, Sainte-Colombe-de-Villeneuve, Sainte-Livrade-sur-Lot et Sembas.
|                   | Sainte-Livrade-sur-Lot | Allez-et-Cazeneuve           |
| Le Temple-sur-Lot | Dolmayrac              | Sainte-Colombe-de-Villeneuve |
| Montpezat         | Cours                  | Sembas                       |

### Climat
Pour des articles plus généraux, voir Climat de la Nouvelle-Aquitaine et Climat de Lot-et-Garonne.
Historiquement, la commune est exposée à un climat océanique aquitain.  
En 2020, Météo-France publie une typologie des climats de la France métropolitaine dans laquelle la commune est exposée à un climat océanique altéré et est dans la région climatique Aquitaine, Gascogne, caractérisée par une pluviométrie abondante au printemps, modérée en automne, un faible ensoleillement au printemps, un été chaud (19,5 °C), des vents faibles, des brouillards fréquents en automne et en hiver et des orages fréquents en été (15 à 20 jours).
Pour la période 1971-2000, la température annuelle moyenne est de 12,7 °C, avec une amplitude thermique annuelle de 15,2 °C. Le cumul annuel moyen de précipitations est de 813 mm, avec 11,9 jours de précipitations en janvier et 7,1 jours en juillet. Pour la période 1991-2020, la température moyenne annuelle observée sur la station météorologique la plus proche, située sur la commune de Prayssas à 10 km à vol d'oiseau, est de 13,9 °C et le cumul annuel moyen de précipitations est de 815,5 mm,. Pour l'avenir, les paramètres climatiques de la commune estimés pour 2050 selon différents scénarios d'émission de gaz à effet de serre sont consultables sur un site dédié publié par Météo-France en novembre 2022.

## Urbanisme

### Typologie
Au 1er janvier 2024, Dolmayrac est catégorisée commune rurale à habitat dispersé, selon la nouvelle grille communale de densité à sept niveaux définie par l'Insee en 2022.
Elle est située hors unité urbaine. Par ailleurs la commune fait partie de l'aire d'attraction de Villeneuve-sur-Lot, dont elle est une commune de la couronne,. Cette aire, qui regroupe 34 communes, est catégorisée dans les aires de 50 000 à moins de 200 000 habitants,.

### Occupation des sols

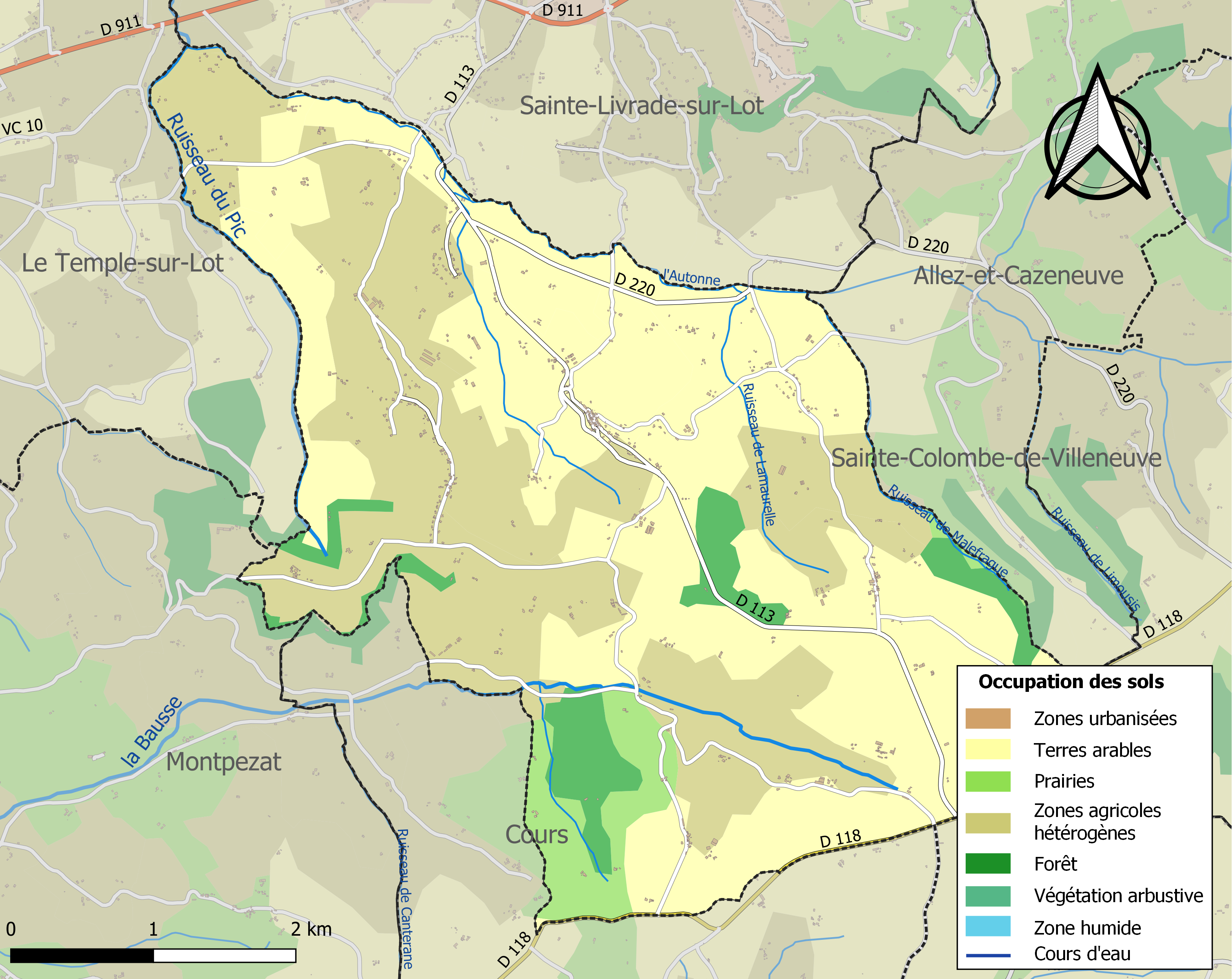
Carte des infrastructures et de l'occupation des sols de la commune en 2018 (CLC).

L'occupation des sols de la commune, telle qu'elle ressort de la base de données européenne d’occupation biophysique des sols Corine Land Cover (CLC), est marquée par l'importance des territoires agricoles (94,1 % en 2018), une proportion identique à celle de 1990 (94,1 %). La répartition détaillée en 2018 est la suivante : 
terres arables (40,5 %), zones agricoles hétérogènes (38,9 %), cultures permanentes (10,3 %), forêts (5,9 %), prairies (4,4 %). L'évolution de l’occupation des sols de la commune et de ses infrastructures peut être observée sur les différentes représentations cartographiques du territoire : la carte de Cassini (XVIIIe siècle), la carte d'état-major (1820-1866) et les cartes ou photos aériennes de l'IGN pour la période actuelle (1950 à aujourd'hui).

### Risques majeurs
Le territoire de la commune de Dolmayrac est vulnérable à différents aléas naturels : météorologiques (tempête, orage, neige, grand froid, canicule ou sécheresse), mouvements de terrains et séisme (sismicité très faible). Il est également exposé à un risque technologique, la rupture d'un barrage. Un site publié par le BRGM permet d'évaluer simplement et rapidement les risques d'un bien localisé soit par son adresse soit par le numéro de sa parcelle.

#### Risques naturels
Les mouvements de terrains susceptibles de se produire sur la commune sont des affaissements et effondrements liés aux cavités souterraines (hors mines) et des tassements différentiels. Afin de mieux appréhender le risque d’affaissement de terrain, un inventaire national permet de localiser les éventuelles cavités souterraines sur la commune.

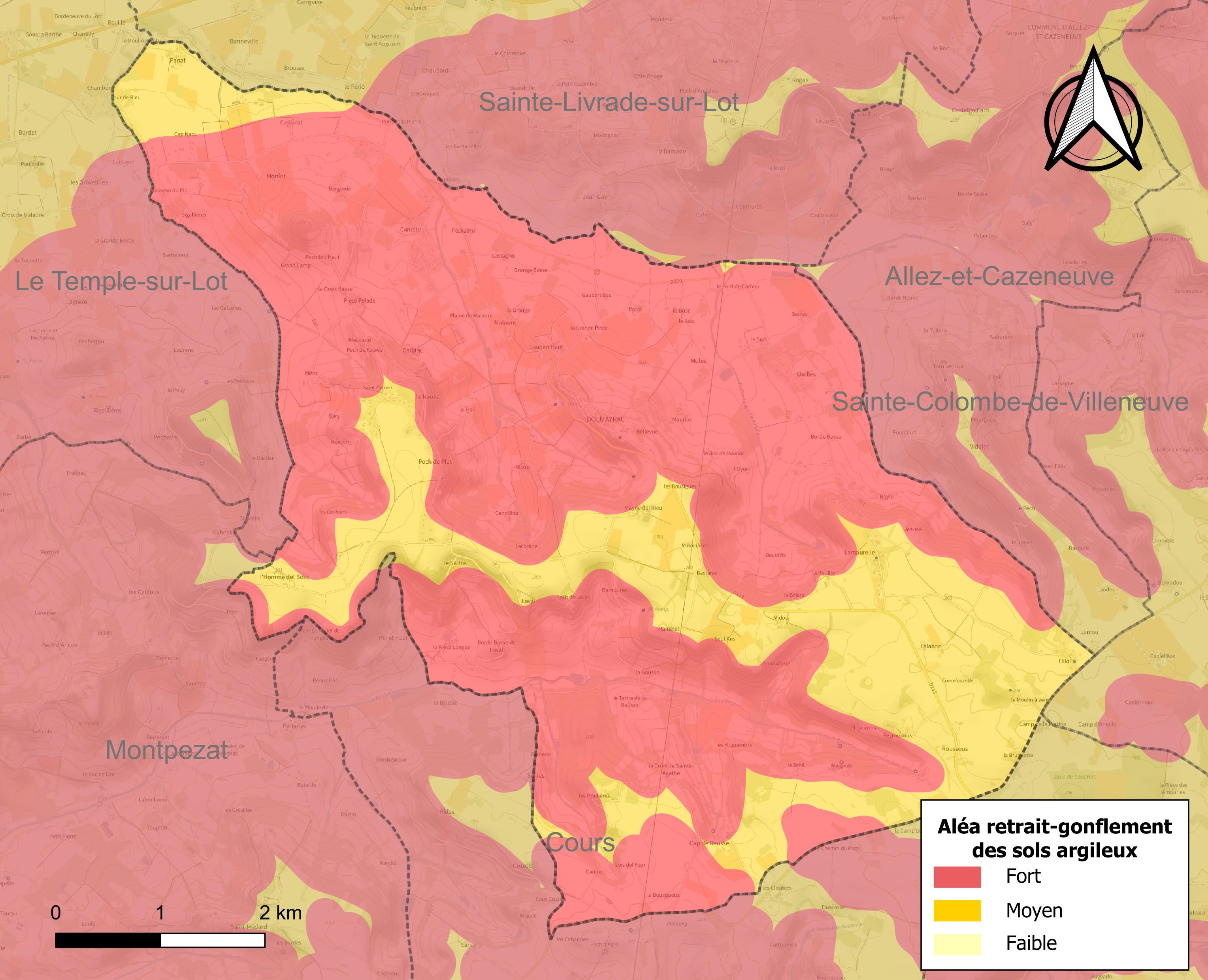
Carte des zones d'aléa retrait-gonflement des sols argileux de Dolmayrac.

Le retrait-gonflement des sols argileux est susceptible d'engendrer des dommages importants aux bâtiments en cas d’alternance de périodes de sécheresse et de pluie. La totalité de la commune est en aléa moyen ou fort (91,8 % au niveau départemental et 48,5 % au niveau national). Depuis le 1er octobre 2020, en application de la loi ELAN, différentes contraintes s'imposent aux vendeurs, maîtres d'ouvrages ou constructeurs de biens situés dans une zone classée en aléa moyen ou fort,.
La commune a été reconnue en état de catastrophe naturelle au titre des dommages causés par les inondations et coulées de boue survenues en 1982, 1992, 1993, 1999, 2003, 2009 et 2016, par la sécheresse en 1989, 2002, 2011 et 2017 et par des mouvements de terrain en 1999.

#### Risque technologique
La commune est en outre située en aval des barrages de Grandval dans le Cantal et de Sarrans en Aveyron, des ouvrages de classe A. À ce titre elle est susceptible d’être touchée par l’onde de submersion consécutive à la rupture de cet ouvrage.

## Histoire
Existence depuis les temps antiques d'une source dite « miraculeuse » :
De la source d'un petit vallon, celui de Saint-Germain, sortent des eaux ferrugineuses depuis les temps les plus reculés.
Connue dès l'antiquité, elle a alimenté villas et thermes de bien des gallo-romains, riches propriétaires du secteur. Ses vertus curatives étaient reconnues sans toutefois lui prêter de vertus surnaturelles.
Ce mythe de source miraculeuse date précisément du 28 mai 778, quand l'armée de Roland, le neveu de Charlemagne, se présente sur place, décimée par une épidémie (probablement une variante de la peste).
Les hommes arrivent à Laroque-Timbaut où ils entendent parler d'une eau qui guérirait certains maux. Pieux et superstitieux, Roland promet d'élever un édifice si des guérisons ont lieu. Hommes et bêtes s'y désaltèrent, et progressivement les malades se mettent à guérir.
Rappelant cet fait miraculeux, Charlemagne édifiera une chapelle dédiée à saint Germain.
Une célébration est encore faite le dernier dimanche de mai, pèlerinage et messe sont organisés à la chapelle de Saint-Germain avec, pour la circonstance, une troupe d’acteurs représentant les paladins de Charlemagne.

## Politique et administration
| Période                                  | Période  | Identité               | Étiquette | Qualité     |
| ---------------------------------------- | -------- | ---------------------- | --------- | ----------- |
| mars 2001                                | 2009     | Philippe Bertrand      | SE        | Agriculteur |
| novembre 2009                            | mai 2020 | Michel Van Bosstraeten | SE        | Agriculteur |
| mai 2020                                 | En cours | Gilles Grosjean        |           |             |
| Les données manquantes sont à compléter. |          |                        |           |             |

## Démographie
L'évolution du nombre d'habitants est connue à travers les recensements de la population effectués dans la commune depuis 1793. Pour les communes de moins de 10 000 habitants, une enquête de recensement portant sur toute la population est réalisée tous les cinq ans, les populations de référence des années intermédiaires étant quant à elles estimées par interpolation ou extrapolation. Pour la commune, le premier recensement exhaustif entrant dans le cadre du nouveau dispositif a été réalisé en 2004.

En 2022, la commune comptait 714 habitants, en évolution de +0,56 % par rapport à 2016 (Lot-et-Garonne : −0,18 %, France hors Mayotte : +2,11 %).
| 1793  | 1800 | 1806 | 1821 | 1831 | 1836 | 1841  | 1846  | 1851 |
| ----- | ---- | ---- | ---- | ---- | ---- | ----- | ----- | ---- |
| 1 027 | 884  | 897  | 889  | 881  | 855  | 1 076 | 1 055 | 978  |

| 1856 | 1861 | 1866 | 1872 | 1876 | 1881 | 1886 | 1891 | 1896 |
| ---- | ---- | ---- | ---- | ---- | ---- | ---- | ---- | ---- |
| 967  | 920  | 866  | 858  | 824  | 801  | 802  | 764  | 710  |

| 1901 | 1906 | 1911 | 1921 | 1926 | 1931 | 1936 | 1946 | 1954 |
| ---- | ---- | ---- | ---- | ---- | ---- | ---- | ---- | ---- |
| 696  | 677  | 659  | 604  | 582  | 593  | 606  | 586  | 534  |

| 1962 | 1968 | 1975 | 1982 | 1990 | 1999 | 2004 | 2006 | 2009 |
| ---- | ---- | ---- | ---- | ---- | ---- | ---- | ---- | ---- |
| 471  | 487  | 530  | 567  | 550  | 525  | 521  | 540  | 635  |

| 2014 | 2019 | 2022 | - | - | - | - | - | - |
| ---- | ---- | ---- | - | - | - | - | - | - |
| 712  | 716  | 714  | - | - | - | - | - | - |

## Lieux et monuments
- Château de Dolmayrac, château classée au titre des monuments historiques en 1927[26],[27].
- Église Saint-Orens de Dolmayrac, église classée au titre des monuments historiques en 1927[28],[29].
- Église Saint-Cyprien au lieu-dit Saint-Cyprien, église ruinée, classée au titre des monuments historiques en 1958[30],[31].
- Église Saint-Cloud-Saint-Martin de Lamaurelle[32].
- Église Saint-Michel de Cap de Bausse au lieu-dit Saint-Michel[33]. Elle est inscrite à l'Inventaire général du patrimoine culturel[34].